# Jagdstaffel 20
A Jagdstaffel 20, conhecida também por Jasta 20, foi um esquadra de aeronaves da Luftstreitkräfte, o braço aéreo das forças armadas alemãs durante a Primeira Guerra Mundial. No dia 24 de Dezembro de 1916, a Jasta 20 sofreu a sua primeira baixa. O seu maior ás foi o Tenente Karl Plauth. Com um total de 64 vitórias aéreas, a esquadra perdeu 21 pilotos em acção.